# Helicoma violaceum
Helicoma violaceum är en svampart som beskrevs av G. Winter ex Linder 1929. Helicoma violaceum ingår i släktet Helicoma och familjen Tubeufiaceae.   Inga underarter finns listade i Catalogue of Life.